# Matylda Ostojska
Matylda Ostojska (11 de mayo de 1990) es una deportista polaca que compitió en esgrima, especialista en la modalidad de sable. Ganó una medalla de oro en el Campeonato Europeo de Esgrima de 2008], en la prueba individual.

## Palmarés internacional
| Campeonato Europeo | Campeonato Europeo | Campeonato Europeo | Campeonato Europeo |
| Año                | Lugar              | Medalla            | Prueba             |
| ------------------ | ------------------ | ------------------ | ------------------ |
| 2008               | Kiev (Ucrania)     | Medalla de oro     | Sable por equipos  |